# Srbská fronta (první světová válka)
Tento článek pojednává o bojích na frontě v Srbsku během první světové války.

## Vyhlášení války

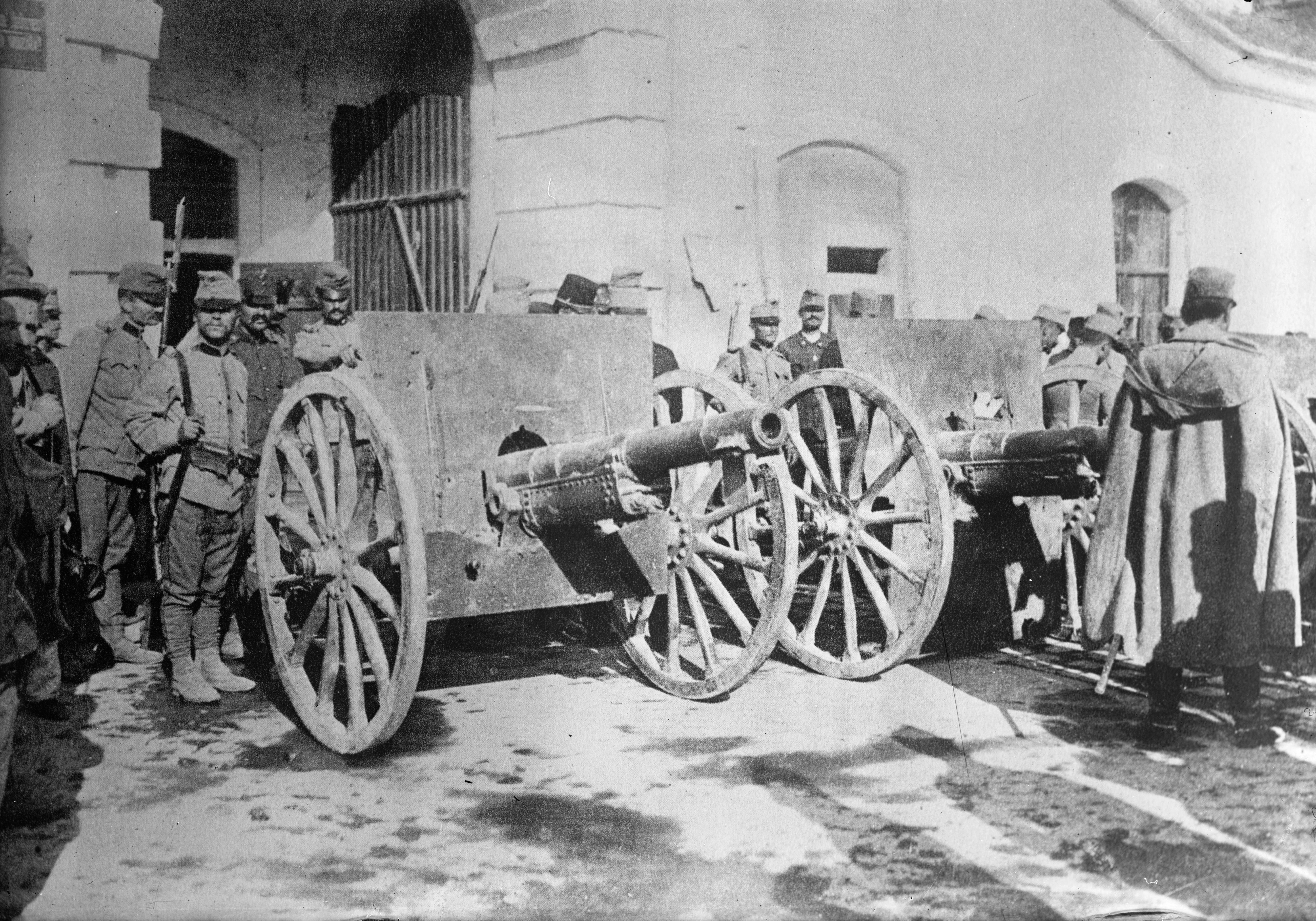
Srbské kanóny ukořistěné Rakušany

28. června 1914 v Sarajevu uskutečnil Srb Gavrilo Princip atentát na rakouského následníka trůnu Františka Ferdinanda. Z tohoto činu obvinilo rakousko-uherské mocnářství Srbsko jako stát. Dne 5. července se proti Srbsku postavilo i Německo, když císař Vilém II. ujistil Rakousko-Uhersko německou pomocí, i kdyby konflikt se Srbskem přerostl v celoevropskou válku. Již 7. července rozhodla rakousko-uherská ministerská rada o válce se Srbskem. 23. července bylo zasláno Srbsku ultimátum, jehož ostře formulované podmínky byly pro Srbsko nepřijatelné, pokud nechtělo ztratit suverenitu. Srbsko na radu Ruska, které ještě nebylo na válku připraveno, ustoupilo, ale ultimátum v plném rozsahu nemohlo přijmout. Dne 28. července 1914 tedy vypovědělo Rakousko-Uhersko Srbsku válku a rakouské dělostřelectvo vypálilo několikrát na Bělehrad. Následující den však začalo jeho podunajské loďstvo ostřelovat srbské hlavní město soustavně.

## První rakousko-uherská ofenzíva
Provedením rakouské ofenzívy proti Srbsku byl pověřen generál Oskar Potiorek, který svou lehkomyslností umožnil sarajevský atentát. Svoji ofenzívu vedl pod heslem „utlučeme Srby čepicemi“. Shromáždil celkem 19 divizí, což bylo o třetinu více, než mohli postavit do boje Srbové. Rakouský útok začal 12. srpna 1914 a zhroutil se prakticky během pouhých deseti dnů. Potiorek totiž zcela zanedbal ten faktor, že ač bylo Srbsko těžce oslabeno dvěma Balkánskými válkami, morálka jeho vojska byla vzhledem k tomu, že brání svoji vlast, značně vysoká. Nedaleko kopce Cer utrpělo rakouské vojsko v rozhodující bitvě těžkou porážku. Srbové a Černohorci odpověděli protiútokem do Bosny a Banátu, který však byl vzhledem k nedostatečnému počtu vojska odsouzen k nezdaru.

## Druhá rakousko-uherská ofenzíva

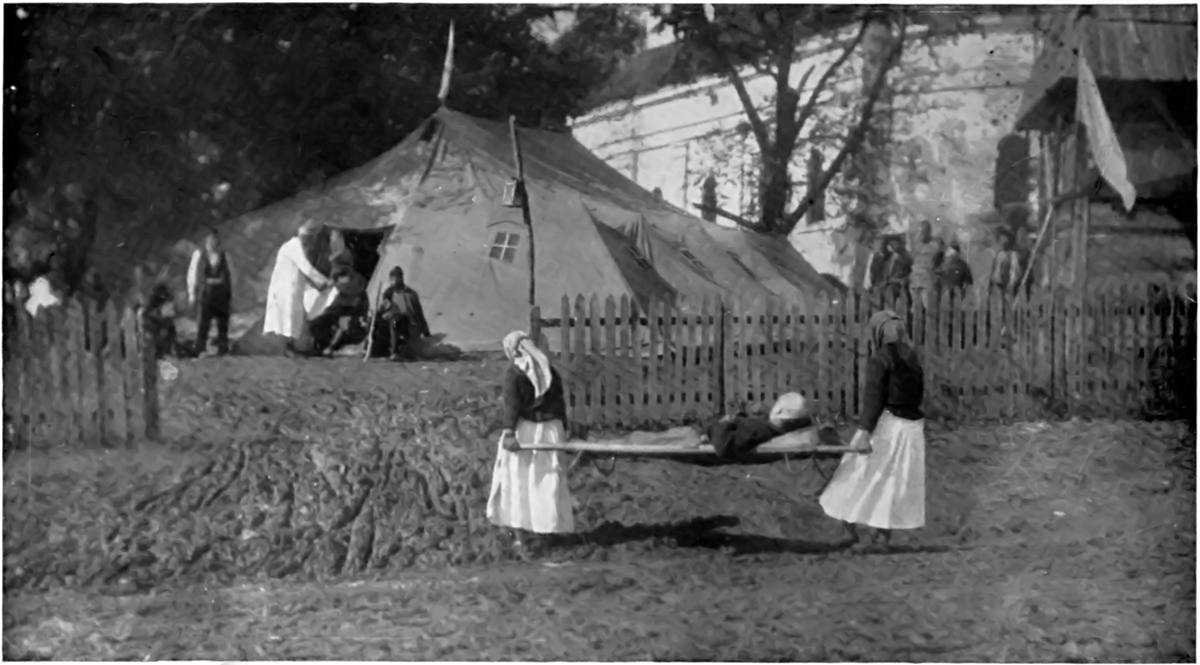
Srbské ženy odnášejí raněné

Druhá rakousko-uherská ofenzíva proti Srbsku začala 7. září u řeky Driny. Mezi armádami probíhaly krvavé boje, při nichž zahynulo značné množství vojáků na obou stranách. Rakušané se byli nuceni stáhnout, ale ani Srbové na tom nebyli dobře. Chyběla jim výzbroj a munice, bez které byla další obrana nemyslitelná. Rakouské útoky ustaly a srbští spojenci začali dodávat Srbům válečný materiál po Soluňské železnici a po Dunaji.

## Třetí rakousko-uherská ofenzíva
Třetí rakouská ofenzíva začala 5. listopadu 1914. Rakousko-uherská vojska si tentokrát počínala lépe a 2. prosince obsadila nakrátko Bělehrad. To však netrvalo dlouho. Srbové obdrželi velkou dodávku munice od Spojenců a 3. prosince 1914 se vrhli do útoku. Tvrdé boje trvaly do 15. prosince 1914 a Srbům se podařilo vyhnat rakousko-uherská vojska ze svého území.
Tato první fáze války skončila tak, jako začala, prakticky bez změny hranic. Hrůzné však byly počty obětí. Srbská armáda ztratila přibližně 170.000 mužů, rakousko-uherské ztráty činily 215.000 mužů. Na srbské civilisty však přišla další pohroma – epidemie tyfu[nepřesný odkaz], která zabila další stovky tisíc Srbů.

## Rok 1915

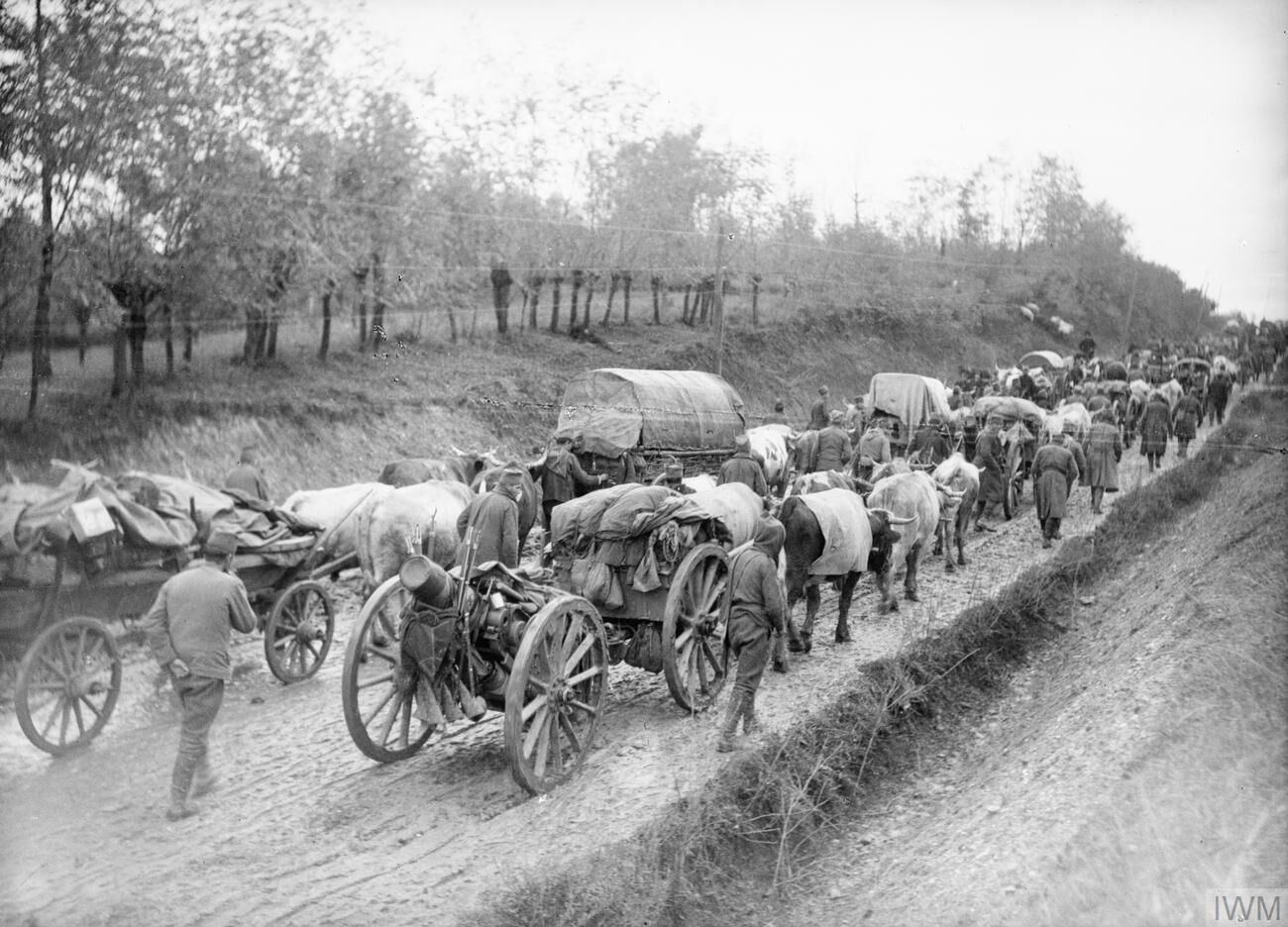
Ústup srbské armády

V roce 1915 panoval až do října na srbské frontě relativní klid. Kromě velkého počtu obětí v předchozích bojových operacích nicméně Srbsko zatěžovali i váleční uprchlíci, především z oblastí Mačvy, západního Srbska a východní Bosny a Hercegoviny. Jednalo se asi o 400–500 tisíc lidí.
O osudu Srbska se rozhodlo v Dardanelách. Dokud probíhala britská invaze – Bitva o Gallipoli, Bulharsko se neodvažovalo zaútočit na Srbsko, spíše se očekávala pomoc Řecka a Rumunska. Když bylo zřejmé, že britský útok na Gallipoli ztrácí dech, situace na balkánském bojišti se náhle změnila. Německé vrchní velitelství usoudilo, že chce-li účinně pomáhat svému spojenci Turecku, musí být bagdádská dráha, která vedla Srbskem, průjezdná. Pro rozhodující útok na Srbsko byly shromážděny dvě rakousko-uherské armády a armáda bulharská, celkem 682 tisíc vojáků, což byla proti Srbům trojnásobná přesila. Bulharský útok byl veden údolím Moravy a rakousko-uherské vojsko zaútočilo na Bělehrad. Do čela vojsk byl jmenován německý generál von Mackensen. Útok na Srbsko začal 6. října 1915. Bitva o Bělehrad byla neskutečně surová, nicméně avšak ani s pomocí britského a francouzského dělostřelectva Srbové neměli proti tak obrovské přesile žádnou šanci. Bulharské vojsko 16. října 1915 obsadilo údolí řeky Moravy v okolí města Vranje, čímž odřízlo srbskou armádu od soluňského přístavu, kam přicházela vojenská pomoc od zemí Dohody. Přestože boje trvaly dva měsíce, srbská armáda se rozhodla nekapitulovat.
Na srbské frontě byly nasazeny pluky rakousko-uherské armády s výrazným zastoupením branců z českých zemí. Jejich většinový názor na válku se Srbskem nebyl valný, nebyli pro válku s bratrskými Slovany. Ti, kteří padli do srbského zajetí se tak také hlásili ku pomoci srbské armádě. I přes organizační snahy se však samostatné české oddíly v rámci srbské armády vytvořit nepodařilo, především dík epidemii tyfu, který přinesl smrt mnoha zajatcům. Po napadení Srbska Bulharskem stála srbská armáda proti trojnásobné přesile vojsk rakousko-uherského, německého a bulharského. To přivedlo Srby k tragickému ústupu z vlastní země k Jaderskému moři. Ústup vedl přes nevlídnou skalnatou Černou Horu a Albánii. Probíhal od listopadu 1915 do ledna 1916, za mrazu, deště, a velikého hladu a nedostatku oblečení. Při tzv. srbské Golgotě zahynulo zhruba 10 000 zajatých Čechů a Slováků.
Srbská armáda přišla o 150 000 vojáků. Evakuované zbytky srbské armády byly převezeny na ostrov Kerkyra a do francouzské Bizerty v Tunisku. Zajatci byli evakuováni na ostrov Asinara u Sardinie. Někteří z nich se později přihlásili do československých legií ve Francii. Po reorganizaci srbské armády na Kerkyře byla znovu odeslána na frontu, tentokráte do Řecka.
Zbytky armády ustupovaly Albánií a Černou Horou k jadranskému pobřeží, kam dospělo zhruba 155 tisíc mužů. Cesta z Černé Hory do albánských přístavů nicméně byla velmi těžká a oslabené vojsko navíc ničila epidemie tyfu[nepřesný odkaz]. Z přístavů Vlora, Skadar a Drač byly zbytky srbského vojska (cca 400 000 lidí) opět přesunuty na ostrov Kerkyra, kde však situace nebyla o moc lepší. Srbská historiografie toto období často nazývá jako tzv. Srbskou golgotu.

## 1916-17

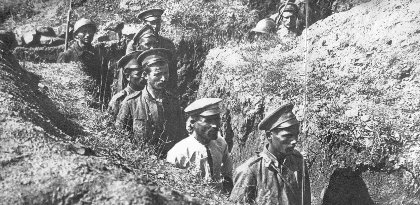
Bulharští zajatci

V roce 1916 byla srbská armáda převezena do severního Řecka a dislokována na soluňské frontě.
Počátkem roku 1916 vojska zaútočila na Černou Horu.
Počátkem ledna 1917 vypuklo ve městě Toplica povstání Srbů proti okupujícím Bulharům.
2. července 1917 vypovědělo Řecko válku Centrálním mocnostem a srbská armáda bojovala po boku Spojenců (převážně Francouzů) na balkánské frontě.
Bojů na tzv. soluňské frontě se v srbské armádě účastnilo mnoho českých a slovenských dobrovolníků, odhadem kolem 600. Naprosté většina z nich se pak v letech 1917 a 1918 odebrala do Francie, kde položili základní kámen nově založeným československým legií ve Francii.

## 1918
Až v polovině září roku 1918 byla zahájena velká ofenzíva , protože Bulharsko se zmítalo v problémech a bylo zralé na porážku. Většina německých vojsk byla odvolána na západní frontu a Rakušané posílili svými jednotkami italskou frontu. 29. září 1918 obsadily francouzské jednotky Skopje. Za čtrnáct dnů požádalo Bulharsko o příměří a demoralizovaná armáda vyhlásila republiku. Ústup zbytků německých a rakouských vojsk z Balkánu se podobal spíše útěku. Vystaveni útokům místního obyvatelstva nebyli schopni vytvořit linii odporu. Balkánská fronta se tak v samém závěru války zhroutila. 1. listopadu 1918, na den vyhlášení Státu Slovinců, Chorvatů a Srbů, byl osvobozen Bělehrad.

## Srbské ztráty

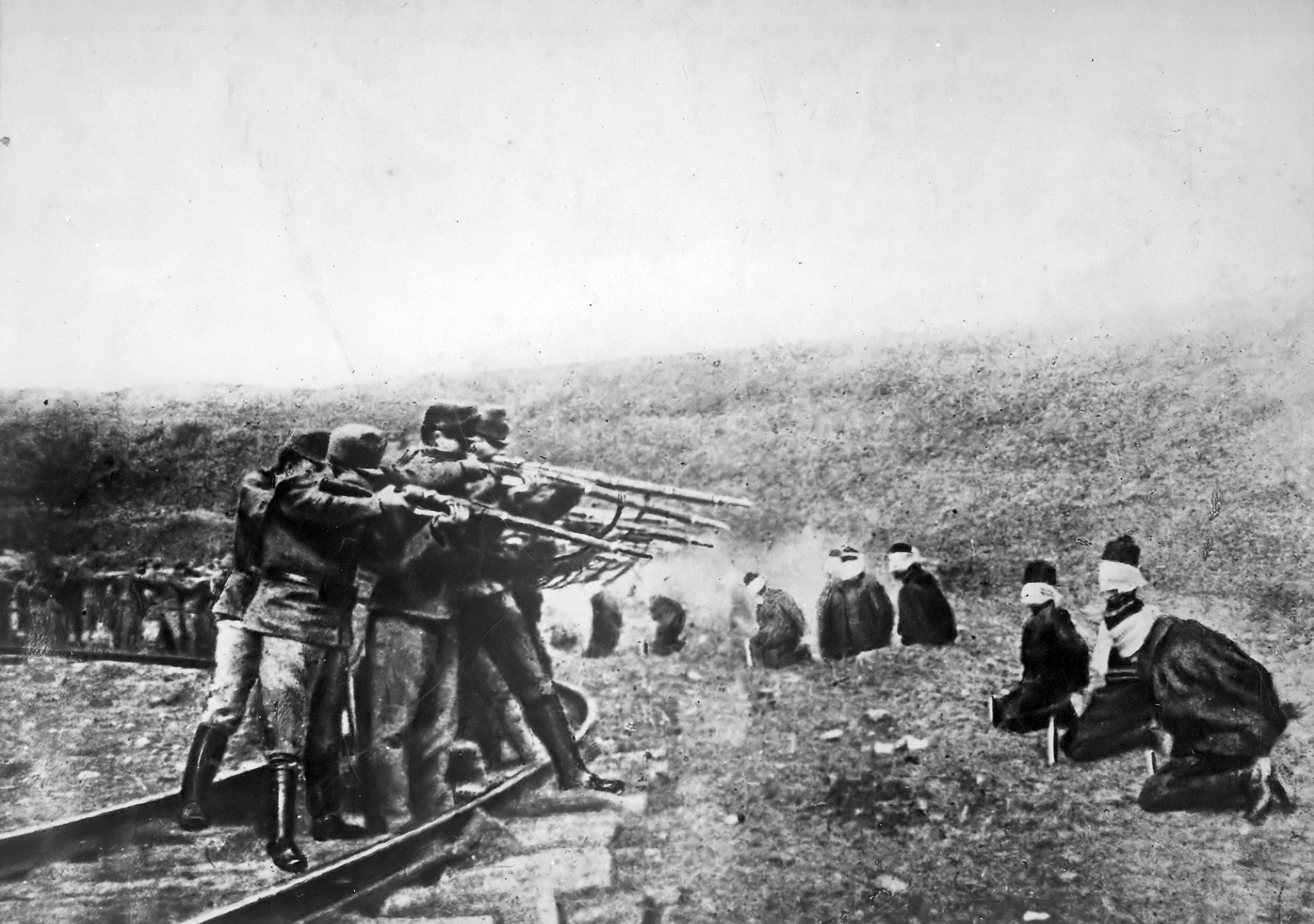
Hromadná poprava Srbů

Srbsko utrpělo obrovské oběti na životech. Království Srbsko ztratilo během války 1 100 000 obyvatel, z toho bylo zhruba 450 tisíc vojáků a 650 tisíc civilistů. Civilisté umírali nejen na následky válečných událostí, ale též z důvodů nedostatku potravy, epidemií a španělské chřipky. Mnoho lidí se stalo obětí dosud nevídaných masakrů, jež prováděla rakousko-uherská armáda na civilistech, kteří se postavili (byť i domněle) proti agresorovi. Lidé včetně žen byli hromadně stříleni, věšeni, bylo dokonce přistupováno k drastické metodě trestu smrti zardoušením. Ztráty obyvatelstva za 1. světové války znamenaly pro Srby demografickou katastrofu.